# یونیونویل، شهرستان آشتابولا، اوهایو
یونیونویل (به انگلیسی: Unionville) یک منطقهٔ مسکونی در ایالات متحده آمریکا است که در شهرستان آشتابولا، اوهایو واقع شده‌است. یونیونویل ۲۲۵٫۸۶ متر بالاتر از سطح دریا واقع شده‌است.